# 九驿街道
九驿街道是中华人民共和国贵州省毕节市大方县下辖的一个街道办事处。2019年8月8日，设置九驿街道。辖原顺德街道的家园社区、同心社区、幸福社区、白石社区、岩下社区、余石社区和原东关乡的大寨社区。

## 行政区划
九驿街道下辖以下村级行政区划单位：
幸福社区、家园社区、同心社区、岩下社区、白石社区、余石社区、大寨社区。